# Pedro Figueredo
 (janvier 2017).
Si vous disposez d'ouvrages ou d'articles de référence ou si vous connaissez des sites web de qualité traitant du thème abordé ici, merci de compléter l'article en donnant les références utiles à sa vérifiabilité et en les liant à la section « Notes et références ».
Pedro Figueredo y Cisneros aussi connu sous le pseudonyme Perucho, né le 29 juillet 1819 à Bayamo (Cuba) est un avocat et amateur de littérature et de musique.
Durant la nuit du 14 août 1867, il composa La Bayamesa, marche de guerre qui conduira les forces de la rébellion à Bayamo.
Cet hymne fut joué par lui, au piano, cette même nuit où se créa le Comité Révolutionnaire de Bayamo.
Il fut exécuté en 1870.